# Ki Ki
Ki Ki är en ort i Australien. Den ligger i kommunen The Coorong och delstaten South Australia, omkring 130 kilometer sydost om delstatshuvudstaden Adelaide. Antalet invånare är 194.
Trakten runt Ki Ki är nära nog obefolkad, med mindre än två invånare per kvadratkilometer.. Närmaste större samhälle är Coonalpyn, omkring 13 kilometer sydost om Ki Ki. 
Trakten runt Ki Ki består till största delen av jordbruksmark. Genomsnittlig årsnederbörd är 536 millimeter. Den regnigaste månaden är juli, med i genomsnitt 91 mm nederbörd, och den torraste är december, med 15 mm nederbörd.